# Chico Humberto
Francisco Humberto de Freitas Azevedo (Ubelândia, 29 de janeiro de 1946), também conhecido como Chico Humberto, é médico e político brasileiro. Casou-se com Maria Inês Naves de Freitas Azevedo e teve três filhos. Quando criança, participou da militância estudantil e da diretoria da União dos Estudantes Secundaristas de Uberlândia entre 1963 e 1964. Cursou o ensino secundário na Escola Professor Leôncio Ferreira do Amaral, em Minas Gerais, concluindo-o em 1966. Fundou e foi o primeiro vice -presidente do diretório acadêmico Domingues Pimentel de Uchoa, na Faculdade de Medicina de Uberlândia, onde também foi diretor da União Estadual dos Estudantes entre os anos de 1968 e 1969. Obteve o diploma de médico em 1973 e optou por fazer sua residência médica em cirurgia geral e angiologia, no Hospital Gafrée Guinle, no Rio de Janeiro, até 1974. De volta a sua cidade natal, trabalhou no Hospital Santa Clara entre os anos 1975 e 1976. Exerceu o mandato de deputado federal constituinte em 1985, sendo um dos integrantes da "corrente socialista" do Partido Democrático Trabalhista (PDT). Elegeu-se vice-prefeito de Uberlândia, em 1988, na chapa de Virgílio Galassi, pelo Partido Democrático Social (PDS). Nas eleições do ano de 1990, tentou se reeleger como deputado federal, agora pelo Partido Social Trabalhista, mas obteve apenas o cargo de primeiro suplente. Em janeiro de 1991, saiu da Câmara dos Deputados, após o encerramento de sua legislatura. Disputou o cargo de prefeito de sua cidade natal em 1992 e em 1996 (já então filiado ao PDT), porém, não obteve exito em nenhuma de suas campanhas. Decidiu afastar-se da carreira política e dedicar-se novamente a medicina. Formou-se médico biomolecular em 1998, em São Paulo, e já ingressou na sua pós-graduação em medicina molecular, na Universidade do Rio de Janeiro, em 1999.. Chico Humberto se negou a seguir a mesma trajetória politica partidária do pai e posicionou-se contrário aos ideais comunistas por entender que a Democracia seria o caminho para a grandeza da Nação Brasileira. 

## Filiação
Francisco Humberto ou Chico |Humberto, é filho de Afrânio Francisco Azevedo e Joanina de Freitas Azevedo, irmão de Afrânio Marciliano de Freitas Azevedo . O pai foi deputado estadual Constituinte em Goiás pelo PCB, em 1946, e o irmão era cirurgião plástico.

## Decisões
Quando tornou-se deputado federal, em 1985, pelo Partido Democrático Trabalhista (PDT), foi a favor do voto facultativo aos 16 anos, do regime presidencialista, da nacionalização do subsolo, da limitação dos encargos para dívida externa, da soberania popular, da jornada de trabalho de 40 horas semanais, do mandado de segurança coletivo, da remuneração de 50% superior para trabalhos extras, do aviso prévio proporcional, do tuno ininterrupto de 6 horas e se posicionou veementemente a favor da legalização do aborto.